# در جستجوی ماجرا
در جستجوی ماجرا (به انگلیسی: Adventure Quest) در سبک ماجرایی، توسط شرکت Level 9 Computing تولید و منتشر گردید. این بازی، دومین قسمت از سه‌گانه ماجرایی تولید شده توسط شرکت Level 9 Computing می‌باشد.

## داستان
داستان این بازی کاملاً تحت تأثیر «ارباب حلقه‌ها» است. پس از پایان دوران هارمونی به ناگهان «سرزمین میانی» دچار تحولات و تغییرات اساسی میگردد. موجودات زنده وحشی می‌شوند و دشمنی مرموز به شمال حمله می‌کند. علت اصلی این ناآرامی‌ها شیطانی شرور به نام «لرد آلاگیارِپت» می‌باشد و تنها یک هفته فرصت برای نابودی او و در نتیجه نجات سرزمین میانی وجود دارد.

## گیم‌پلی
ساختار این بازی بر اساس رابط کاربری «فعل و اسم» می‌باشد. یعنی این که بازیباز فقط مجاز به استفاده کلماتی در قالب فعل یا اسم است.
بازیباز در نقش یک جادوگر آماتور با قابلیت‌های مراقبه، عرفانو پول سازی، بازی را شروع می‌کند. باشروع جنگ اصلی مأموریتی خطرناک به بازیباز محول می‌گردد که عبارتند از: مستقر ساختن سنگ‌های چهار عنصر اصلی و مدال زندگی برای ورود به برج تاریک لرد آلاگیارِپت و کشتن او.
مکان‌های مختلفی مانند سواحل، دشت‌ها و مناطق کوهستانی در بازی وجود دارند. دشمنان موجود در بازی هم عبارتند از گرگها، هشت‌پاها، اسکلت‌ها و کوسهها.
این بازی از هیچگونه گرافیک کامپیوتری استفاده نمی‌کند و فقط بااستفاده از متن باید این بازی را انجام دهید. لغات بکار رفته در این بازی ساده بوده و بازیباز باید با استفاده از کلمات مبتنی بر فعل و اسم، بازی را پیش ببرد.

## سیستم‌ها
این بازی ابتدا در سال ۱۹۸۲ به صورت هم‌زمان توسط شرکت Level 9 Computing بر روی رایانه‌های خانگی «بی‌بی‌سی میکرو» و «نسکام» منتشر گردید. سپس یک سال بعد نسخه‌های پورت شده این بازی برای «اوریک»، کمودور ۶۴ و اسپکتروم نیز عرضه شدند. نسخه‌های آمستراد سی پی سی و اینترپرایز این بازی به ترتیب در سال‌های ۱۹۸۴ و ۱۹۸۵ میلادی وارد بازار گردیدند.